# Liz Burch
Liz Burch (* 18. Oktober 1954 in Sydney) ist eine australische Schauspielerin, die hauptsächlich durch die Fernsehserie Die fliegenden Ärzte bekannt wurde.

## Lebenslauf
Mit 16 spielte Liz Burch in einer Pantomime von Schneewittchen ihre erste Rolle. In den 1970er Jahren war sie als Schauspielerin sehr erfolgreich. Sie präsentierte eine Show und war Tänzerin bei der Tiny Tim-Gesellschaft. 1981 bekam sie eine Rolle in der Serie Cop Shop, bevor sie 1983 eine Hauptrolle in der Serie Australien-Express erhielt.
1985 bewarb sich Burch für die Rolle der Ärztin Chris Randall in der Serie Die fliegenden Ärzte, die ihr den großen Durchbruch verschaffte. 1987 bewogen sie private Probleme kurzzeitig, die Serie zu verlassen, aber durch die Unterstützung ihrer Familie und guter Freunde blieb sie letztendlich doch bis zum Ende der sechsten Staffel (1989) dabei. Nach ihrem Abschied aus der Serie widmete sich Burch wieder mehr dem Theater und hatte Gastauftritte in einigen Serien wie z. B. Water Rats, All Saints, und Achtung: Streng geheim!. Außerdem spielte sie eine Hauptrolle in Ocean Girl.
Eines ihrer jüngeren Projekte war die Rolle der Jilly in der Jugendserie Blue Water High. Diese Rolle spielte sie, bis die Serie im Jahr 2006 abgesetzt wurde.

## Filmografie (Auswahl)
- 1983: Australien-Express (Five Mile Creek, Fernsehserie)
- 1986–1989: Die fliegenden Ärzte (The Flying Doctors, Fernsehserie)
- 1996–1997: Ocean Girl (Fernsehserie)
- 1996, 1999: Water Rats – Die Hafencops (Fernsehserie)
- 2003: CrashBurn (Fernsehserie)
- 2005–2006: Blue Water High (Fernsehserie)